# گالینگور

یک نسخه از کتاب خشم و هیاهو اثر ویلیام فاکنر با چاپ گالینگور و مزین به روکش جلد

گالینگور (انگلیسی: Hardcover) یا جلد سخت، یک نوع از صحافی کتاب است که محدوده‌ای با پوشش محافظ سِفت و سَخت دارد. در این شیوه از صحافی، گاهی از مقوا، پارچه، کرباس آهاردار، کاغذ ضخیم و یا چرم استفاده می‌گردد. یکی از مهم‌ترین دلایل استفاده از این نوع چاپ «انعطاف‌پذیر بودن کتاب به واسطهٔ دوخته شدن ستون فُقرات در قسمت عَطف است» که افزون بر مقاومت جلد، به کتاب اجازه می‌دهد [هنگام باز کردن] بتواند روی یک سطح قرار بگیرد.
تعیین اندازه و قطع کتاب، معمولاً به نحوهٔ بُرِش کاغذ بستگی دارد. در حال حاضر ۳۲ قَطع کتاب استاندارد وجود دارد که اساس شکل‌گیری آنها، اتلاف میزانِ کمتری از کاغذ در بُرِش‌ها است. کتاب‌های چاپ گالینگور اغلب جلدهای براقی دارند. معمولاً کتاب‌های دارای جلد شومیز، در قطع رقعی هستند و کتاب‌های دارای جلد گالینگور یا مقوایی در اندازهٔ وزیری. کتاب‌های چاپ شده به شیوهٔ گالینگور نسبت به قَطع وزیری، به اصطلاح با کلاس‌تر هستند و برای کارها و آثار جدی‌تر به کار می‌روند. برخی کتاب‌های چاپ گالینگور اغلب اوقات مزین به روکش جلد هستند که به شکلی هنری تزیین و طراحی شده‌اند، هر چند امروزه کتاب‌های بدون روکش جلد نیز به‌طور فزاینده‌ای محبوبیت یافته‌اند.
ویژگی بارز جلد گالینگور این است که جلدی ضخیم و محکم دارد و با رویه پارچه‌ای یا چرمی پوشیده می‌شود. این جلد عموماً برای کتاب‌هایی که قطر زیادی دارند یا اندازه آن‌ها بزرگ است  (عمدتاً قطع‌های وزیری و رحلی) مناسب است. به صورت عمومی هزینه این نوع جلد نسبت به جلدهای شومیز بالاتر است و البته کیفیت و ماندگاری بسیار بیشتری نیز دارد.

## نگارخانه

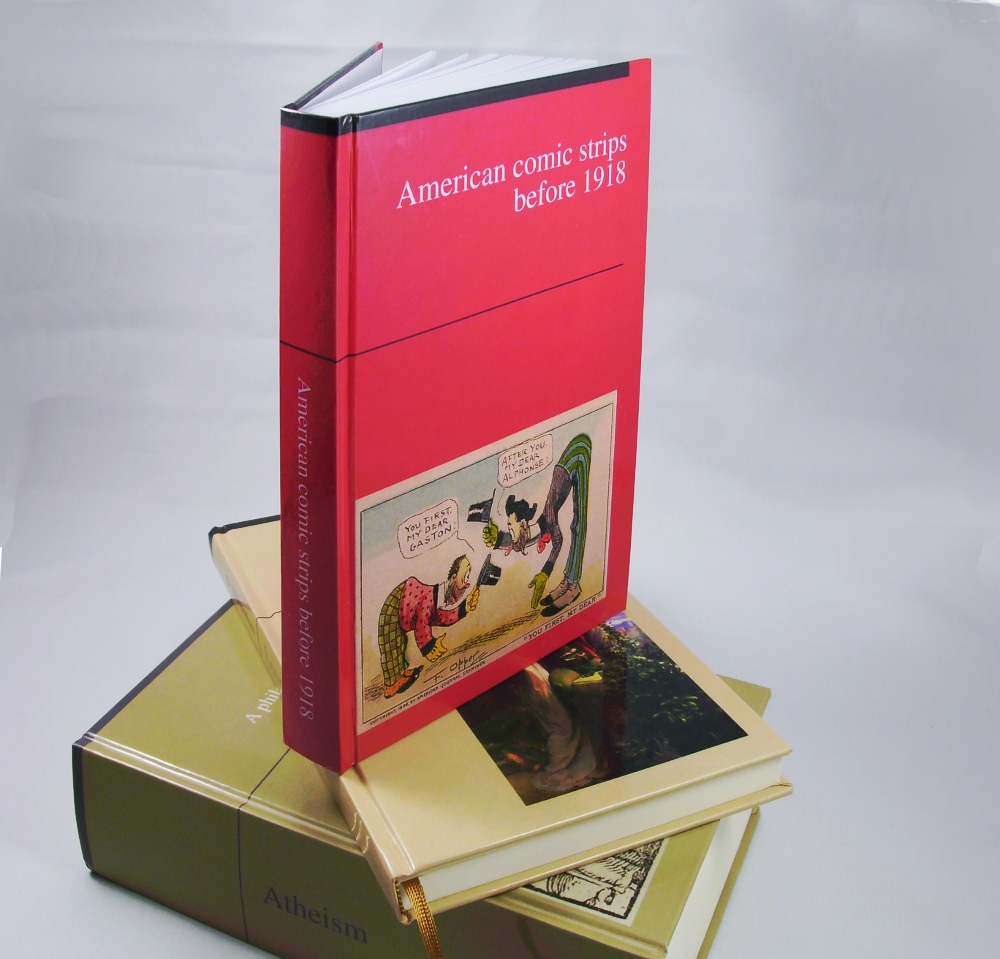
نمونه‌ای از کتاب منتشر شده با جلد گالینگور
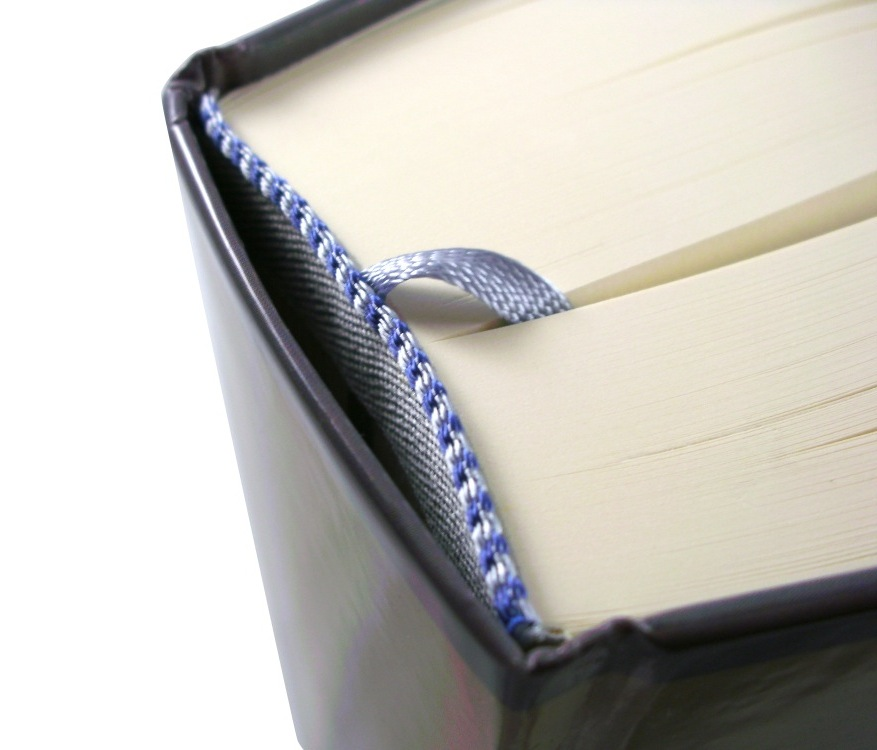
قسمت عطف کتاب‌ها که معمولاً برای دوام و استحکام بیشتر دوخته می‌شود
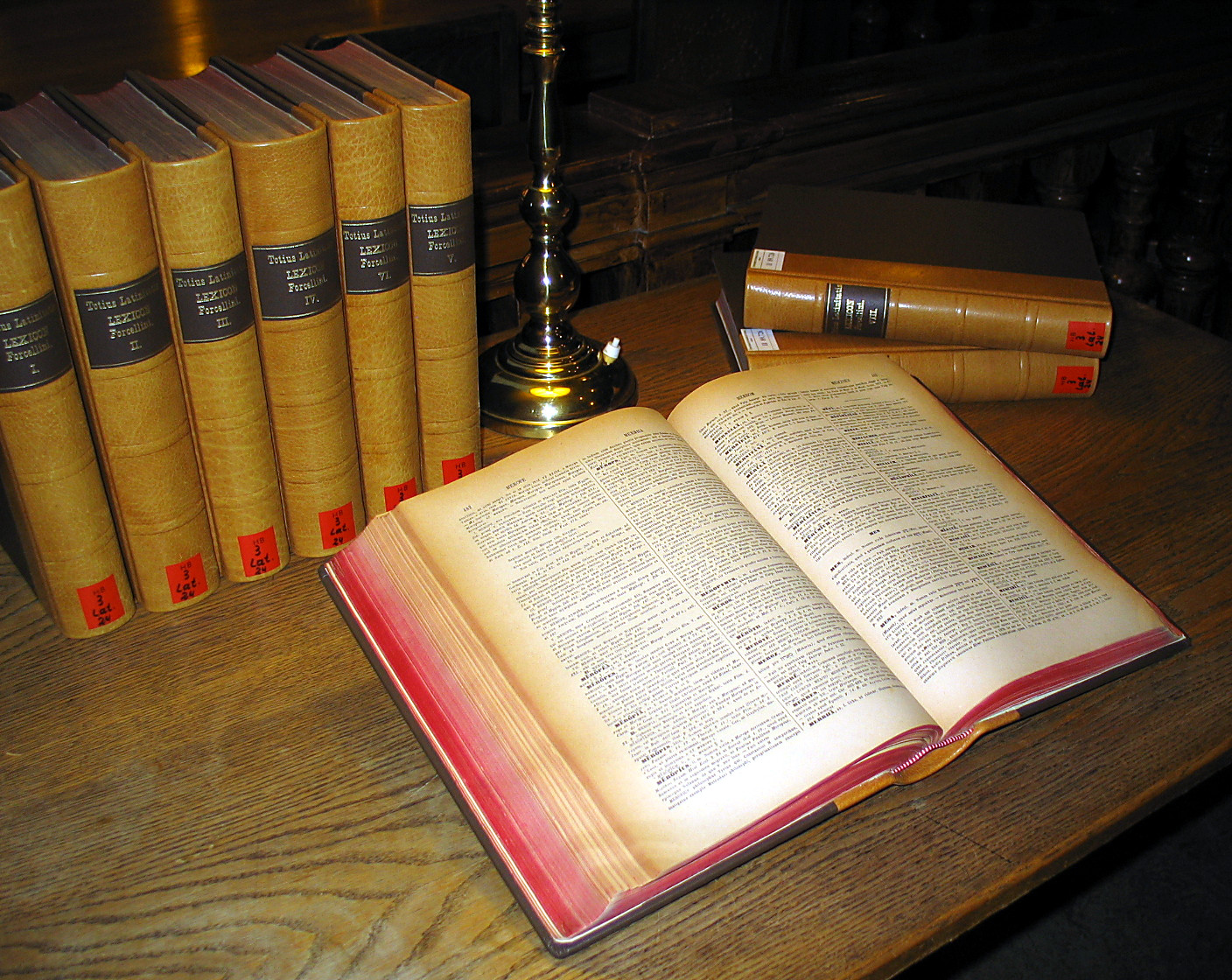
چند کتاب با جلد گالینگور
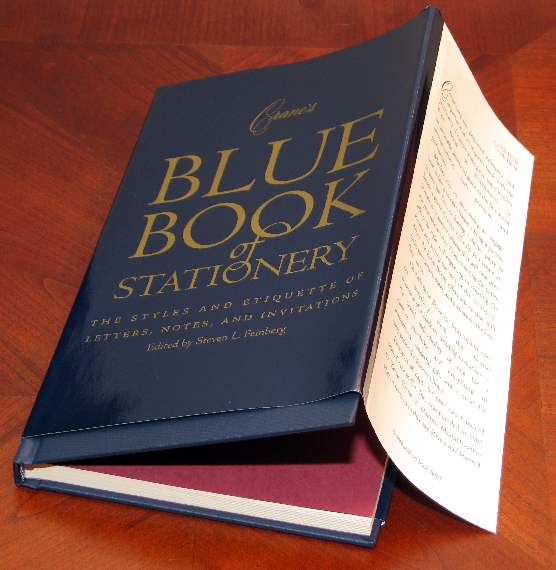
کتاب همراه با روکش جلد